# 32ª Divisione fanteria "Marche"
La 32ª Divisione fanteria "Marche" fu una grande unità del Regio Esercito, operativa durante la seconda guerra mondiale. Era in particolare una divisione di fanteria da montagna, che si distingueva dalle analoghe unità di fanteria ordinarie per la trazione del Reggimento di artiglieria divisionale, che risultava composto da due gruppi someggiati e di uno carrellato, invece che di due ippotrainati ed uno someggiato e per l'utilizzo di salmerie invece che del classico carreggio. Con il progredire della guerra e la progressiva motorizzazione di una parte considerevole delle artiglierie divisionali, le divisioni da montagna divennero sostanzialmente indistinguibili dalle normali divisioni di fanteria, e la denominazione specifica andò progressivamente in disuso.

## Storia
Le origini della divisione risalgono alla Brigata "Marche", basata sul 55º ed il 56º Reggimento fanteria, costituita il 24 gennaio 1861 e sciolta insieme a tutte le brigate permanenti nel 1871. Ricostituita per la Grande Guerra, viene di nuovo sciolta il 31 dicembre 1926 in conseguenza della riforma dell'ordinamento del Regio Esercito dell'11 marzo 1926. Esso prevedeva infatti la costituzione di brigate su tre reggimenti di fanteria, così il 55º Reggimento fanteria viene assegnato alla X Brigata ed il 56º alla XIII Brigata. Il 22 febbraio 1939 a Conegliano Veneto viene costituita la Divisione "Marche" (32ª) con in organico i due reggimenti della vecchia brigata ed il 32º Reggimento artiglieria da campagna.
Dallo scoppio della seconda guerra mondiale il 10 giugno 1940 ed i primi mesi del 1941 la divisione rimane nella zona di guarnigione nel trevigiano. Nel marzo del 1941 viene assegnata al XVII Corpo d'armata per la difesa delle coste della Calabria e si schiera nella zona Potenza-Eboli-Padula. In aprile viene trasferita in Albania, inquadrata nel VI Corpo d'armata, nella zona di Scutari-Alessio-Koplik; il 20 aprile, dopo l'invasione della Jugoslavia, entra in territorio nemico e si dispone a presidio delle zone di Ragusa, Trebinje, Bileća e Mostar e delle isole dalmate di Meleda e Curzola, con compiti di difesa costiera e lotta anti-partigiana. Conduce grandi operazioni di rastrellamento in luglio sulle montagne tra Dalmazia e Montenegro insieme alla 48ª Divisione fanteria "Taro" ed alla 22ª Divisione fanteria "Cacciatori delle Alpi", in settembre nella zona di Gacko ed in ottobre-novembre sul confine serbo-croato. Il 5 dicembre è impegnata in uno scontro con i partigiani che avevano preso il controllo della strada tra Trebinje e Bileca, riprendendone il controllo il 20 dicembre. Gli attacchi ed i contrattacchi ed i rastrellamenti si susseguono per tutto il 1942 ed il 1943 a Ragusa, Dobromani, Lastua e Cattaro nel Governatorato di Dalmazia. In seguito all'armistizio di Cassibile, il 9 settembre 1943 la Divisione "Marche" si raccoglie nella zona di Ragusa, dove, circondata dalla Wehrmacht, resiste fino al 10, giorno in cui si scioglie.

## Ordine di battaglia: 1940/43
- Comando della fanteria divisionale (Gen. B. Fortunato Mauro dal 1º marzo 1942)
- 55º Reggimento fanteria "Marche"
- 56º Reggimento fanteria "Marche"
- 49ª Legione CC.NN. d'assalto "San Marco" (aggregata nel 1941)
  - XLIX Battaglione CC.NN. d'assalto "Venezia"
  - LIII Battaglione CC.NN. d'assalto "Padova"
  - 49ª Compagnia CC.NN. mitraglieri
- 32º Reggimento artiglieria "Marche"
  - I Gruppo artiglieria
  - II Gruppo artiglieria
  - III Gruppo artiglieria
- XXXII Battaglione mortai da 81
- 32ª Compagnia controcarri da 47/32
- 39ª Compagnia genio
- 32ª Compagnia mista telegrafisti/marconisti
- 39ª Sezione sanità
- 4ª Sezione sussistenza
- 32ª Sezione panettieri
- 35ª Sezione CC.RR.
- 36ª Sezione CC.RR.

## Comandanti 1939-1943
- Gen. B. Fernando Gelich (11 novembre 1938 - 4 gennaio 1940)
- Gen. D. Riccardo Pentimalli (1º febbraio 1940 - 25 giugno 1941)
- Gen. D. Giuseppe Amico (26 giugno 1941 - 13 settembre 1943)

## C.R.O.W.C.A.S.S.
I nomi dei seguenti (30) appartenenti alla divisione Marche figurano nel Registro centrale per i criminali di guerra e i sospettati per la sicurezza (CROWCASS - Central Registry of War Criminals and Security Suspects) compilato dagli Alleati anglo-americani nel 1947 elencando le persone ricercate dalla Jugoslavia per crimini di guerra:
(Name)*  BIZARRI Vincenzo - (C.R. File Number) 259099 - (Rank, Occupation, Unit, Place and Date of Crime)  Capt., Ital.Army, 56. Regt., Marche Div., Stolac (Yugo.) 4.41-9.42 - (Reason wanted) Murder - (Wanted by) Yugo.
- BUCARI Giorgio - 259106 -  Lt. Italian Army, 56. Regt., "Marche"-Div., Stolag (Yugo.) 4.41-9.42 - Murder - Yugo. [2]
- BULLO Attilio - 259194 - Lt., Italian Army, Marche-Div., 56. Regt.  Stolac (Yugo.) 4.41-9.42 - Murder - Yugo. [2]
- CAPIGATI GIUSEPPE - 259105 -  Lt.Col. Italian Army, 56.Regt. "Marche" Div., Stolag (Yugo.) 4.41-9.42 Murder - Yugo. [2]
- CAPITANO Gino -190913 - Major Italian Army, 55.Regt. "Marche" Div., Trebine (Yugo.) 20.4.41-8.9.43 - Murder - Yugo. [2]
- CARELLI Giuseppe - 190915 - Major, Italian Army, 53. Regt., Marche Div., Trebinje (Yugo.) 20.4.41-8.9.43 - Murder - Yugo. [2]
- CAVALERRI Giorgio - 259123 - Lt., Italian Army, 56 Regt., Marche-Div., Stolag (Yugo.) 4.41-9.42 - Murder - Yugo.[3]
- CIAMPAULO Rolando - 259104 - Lt. Italian Army,56 Regt., Marche- Div., Stolac (Yugo.) 4.41-9.42 - Murder - Yugo.[3]
- DAGLI ALBERI Delio - 259100 - Lt., Italian Army, 56. Regt., Marche-Div., Stolac (Yugo.) 4.41-9.42 - Murder - Yugo.[4]
- DE GUIDA 190981 - Col. Italian Army, 51 Regt. of Marche-Div., Trebinje (Yugo.) 42-43 - Murder - Yugo. [4]
- FALCOMARE Marcello 259193 - Lt., Italian Army, "Marche" Div., 56 Rgt., Stolac (Yugo.) 41-9.42 - Murder - Yugo.[5]
- FARESSIN Emilio 259192 - Lt., Italian Army, "Marche"-Div., 56. Rgt., Stolac (Yugo.) 4.41-9.42 -  Murder - Yugo.[5]
- FISCHETTI Ettore - 190959 - Lt., Italian Army, 56 Inf. Rgt., 1 Bn., I A Coy., Div. "Marche", Mostar (Yugo.) 42 - Pillage - Yugo. [5]
- GUGLIELMINO Antonio - 259103 - Lt., Italian Army, 56 Regt., "Marche"-Div., Stolac (Yugo.) 4.41-9.42 - Murder - Yugo. [6]
- INGEGNI Pasquale - 259121 - Lt., Italian Army, 56 Regt., "Marche"-Div., Stolac (Yugo.) 4.41-9.42 - Murder - Yugo. [6]
- LARISO Giuseppe - 259191 - Lt., Italian Army, Marche-Div., 56 Regt., Stolac (Yugo.) 4.41-9.42 - Murder - Yugo. [6]
- LUCIANO - 259190 - Lt. Italian Army, Marche Div., 56 Rgt., Stolac (Yugo.) 4.41-9.42 - Murder - Yugo. [7]
- LUPARELLI Enzo - 259189 - Lt. Italian Army, Marche Div., 56 Rgt., Stolac (Yugo.) 4.41-9.42 - Murder - Yugo. [7]
- LUSANO Alexandro - 190994 - Lt., General, Italian Army, 55 Rgt. "Marche" Div., Trebinje (Yugo.) 41-43 - Murder - Yugo. [7]
- MONTALTO Rino - 191031 - Capt. of Carabinieri, Ital. Army, 55 Regt., "Marche"-Div., Trebinje (Yugo.) 20.4.41-8.9.43 - Murder - Yugo. [8]
- MONTESSI Enzo - 259122 - Lt., Ital. Army, 56 Regt. "Marche"-Div., Stolac (Yugo.) 4.41-9.42 - Murder - Yugo. [9]
- MUSSI Bruno - 259188 - Lt., Ital.Army, "Marche"-Div., 56 Regt., Stolac   (Yugo.) 4.41-9.42 - Murder - Yugo. [9]
- NOLLI Stefano - 259120 - Lt.,  Ital.Army, 56 Regt., "Marche"-Div., Stolac (Yugo.) 4.41-8.42 - Murder - Yugo.[9]
- PELEGRINO Alessandro - 259187 - Lt., Italian Army, "Marche" Div. 56 Div., Stolac (Yugo.) 4.41-9.42 - Murder - Yugo.[10]
- PIGNATELLI Antonio - 191065 - Col., Ital. Army, 55 Regt., "Marche"-Div., Trebinje (Yugo.) 20.4.41-8.9.43 - Murder - Yugo.[11]
- PITARRELLO Romoaldo - 259186 - Lt., Ital.Army, Marche-Div., 56 Regt., Stolac (Yugo.) 4.41-9.42 - Murder - Yugo.[11]
- SERENTINO Pietro - 259098 - Lt., Ital. Army, 56 Regt., "Marche"-Div., Stolac (Yugo.) 4.41-9.42 - Murder - Yugo.[12]
- SPAGNA - 191112 - Capt., 56 Inf. Regt., 1 Bn., 1 Coy., Div. "Marche", Mostar (Yugo.) 7.42 - Pillage - Yugo.[12]
- TADDEO Sergio - 191124 - Lt., 55 Regt. "Marche" Div., Trebinje (Yugo.) 20.4.41-8.9.43 - Murder - Yugo. [13]
- TAGLIO Pietro - 259185 - Lt., Ital. Army 56 Regt. "Marche"-Div., Stolac (Yugo.) 4.41-9.42 - Murder - Yugo.[13]